# Бусіа (Кенія)
Бусіа (англ. Busia) — місто в Кенії, центр однойменного округу в Західній провінції. Населення — 51 981 особа (2009 рік).

## Географія
Місто розташоване на самому заході Кенії, біля кордону з Угандою. Відстань до столиці країни, Найробі, приблизно становить 430 км (по прямій — 359,3 км). Відразу через кордон в Уганді знаходиться округ, який також носить назву Бусіа (з однойменним адміністративним центром). Неподалік розташоване озеро Вікторія.

### Клімат
Місто знаходиться у зоні, котра характеризується вологим тропічним кліматом. Найтепліший місяць — лютий із середньою температурою 23.4 °C (74.1 °F). Найхолодніший місяць — липень, із середньою температурою 21.7 °С (71.1 °F).
| Клімат Бусіа            | Клімат Бусіа | Клімат Бусіа | Клімат Бусіа | Клімат Бусіа | Клімат Бусіа | Клімат Бусіа | Клімат Бусіа | Клімат Бусіа | Клімат Бусіа | Клімат Бусіа | Клімат Бусіа | Клімат Бусіа | Клімат Бусіа |
| Показник                | Січ.         | Лют.         | Бер.         | Квіт.        | Трав.        | Черв.        | Лип.         | Серп.        | Вер.         | Жовт.        | Лист.        | Груд.        | Рік          |
| Середня температура, °C | 23,2         | 23,4         | 23,4         | 22,9         | 22,4         | 21,9         | 21,7         | 22           | 21,7         | 23           | 22,6         | 22,8         | 22,6         |
| Норма опадів, мм        | 56.8         | 81.7         | 137          | 242.7        | 211.1        | 102          | 74.2         | 120.3        | 133.2        | 165.5        | 181.4        | 89.3         | 1595.2       |
| Днів з опадами          | 10,3         | 12,3         | 16,4         | 22,3         | 21,6         | 13,8         | 12,7         | 14,9         | 17           | 19,3         | 19,1         | 12,7         | 192,4        |
| Вологість повітря, %    | 55.5         | 57.5         | 59.6         | 66.7         | 69.9         | 67.6         | 67.2         | 66.4         | 63.8         | 61.9         | 63.4         | 57.9         | 63.1         |
| ----------------------- | ------------ | ------------ | ------------ | ------------ | ------------ | ------------ | ------------ | ------------ | ------------ | ------------ | ------------ | ------------ | ------------ |
| Джерело: Weatherbase    |              |              |              |              |              |              |              |              |              |              |              |              |              |

## Економіка
Місто є важливим торговим центром, через нього, а також сусіднє місто Малаба і  однойменне йому угандійське місто , проходять торговельні та людські потоки між країнами Східноафриканського співтовариства.

## Населення
Населення міста швидко зростає: якщо в 1999 році тут проживало 30 777 чоловік, то в 2009 — 51 981. За чисельністю населення місто знаходиться на 43-му місці в країні.